# پرستوها (آلبوم هایده، ستار و مهستی)
آلبوم پرستوها یک آلبوم استودیویی مشترک با صدای هایده، ستار و مهستی است که در سال ۱۹۸۸ میلادی (۱۳۶۷ خورشیدی) توسط شرکت ترانه روی نوار کاست به شماره ۱۷۸ در آمریکا منتشر شده‌است. نام آلبوم برگرفته، از ترانه پرستوها با صدای مهستی در روی دوم (B) نوار می‌باشد. تمامی ترانه‌های این آلبوم، برای اولین بار منتشر شدند ولی در سالهای بعد این ترانه‌ها در آلبومهای دیگری نیز بازنشر شدند.

## لیست ترانه‌ها
در آلبوم «پرستوها» ۶ ترانه بر روی اول و روی دوم نوار کاست ضبط شده‌است. مشخصات ترانه‌ها بر اساس توضیحات روی جلد نوار، به شرح جدول زیر است.
| روی نوار    | شماره | نام ترانه   | خواننده | ترانه‌سرا       | آهنگساز        | تنظیم کننده   | مدت (دقیقه) |
| ----------- | ----- | ----------- | ------- | -------------- | -------------- | ------------- | ----------- |
| روی اول (A) | ۱     | سر به هوا   | هایده   | جهانبخش پازوکی | جهانبخش پازوکی | منوچهر چشم‌آذر | ۵:۴۰        |
| روی اول (A) | ۲     | نم نم بارون | ستار    | پژمان باقری    | پژمان باقری    | پژمان باقری   | ۵:۱۸        |
| روی اول (A) | ۳     | محبت        | مهستی   | جهانبخش پازوکی | جهانبخش پازوکی | لقمان ادهمی   | ۵:۲۶        |
| روی دوم (B) | ۱     | پرستوها     | مهستی   | حسین چتر نور   | مرتضی طاهری    | لقمان ادهمی   | ۵:۴۵        |
| روی دوم (B) | ۲     | دلواپسی     | ستار    | لقمان ادهمی    | لقمان ادهمی    | لقمان ادهمی   | ۶:۲۶        |
| روی دوم (B) | ۳     | ساقی        | هایده   | اردلان سرفراز  | فرید زلاند     | منوچهر چشم‌آذر | ۴:۰۴        |

## توضیحات جانبی ترانه‌های آلبوم
ساقی
- ترانه ساقی توسط راستین نیز بازخوانی شده‌است.[۶]

## دیگر مشخصات آلبوم
- استودیوها و مهندسین ضبط:
  1. هیت سیتی وست (Hit City West)، جِیسون بِل (Jason Bell)
  2. وِست وُرلد ریکوردز (Westworld Recorders)، راس میچل (Russ Mitchelle)
  3. پَوِر هَوس (Power House)، استیو (Steve)
- عکس: مرتضی فرزانه
- طراحی جلد آلبوم و طراحی هنری: کوروش انگالی
- تهیه‌کنندگان: جهانگیر طبریایی، وارطان آوانسیان
- ناشر: شرکت ترانه (Taraneh Enterprises Inc. 1988, USA © ℗)

## دیگر منابع
- مشخصات پشت جلد نوار کاست «پرستوها»